# Museo Nacional de San Carlos
Het Museo Nacional de San Carlos (MNSC) is een museum in de gemeente Cuauhtémoc in Mexico-Stad, opgericht in 1968. Het bevat de collectie Europese schilderkunst uit de periode tussen de 14e en 20e eeuw die in het bezit was van de Academia de San Carlos, tegenwoordig de kunstacademie van de Nationale Autonome Universiteit van Mexico. In de collectie bevinden zich werken van bekende Nederlandse en Vlaamse meesters, zoals Frans Hals, Pieter Paul Rubens en Antoon van Dijck.

## Locatie
Het MNSC bevindt zich sinds haar oprichting in 1968 in het Paleis van de Hertog van Buenavista aan de Avenida México-Tenochtitlán. Dit gebouw uit het eind van de 18e eeuw is toegeschreven aan de architect Manuel Tolsá en is een van de vroegste voorbeelden van neoclassicistische architectuur in Mexico-Stad. In de 19e eeuw was het een woonhuis van vooraanstaande personen, zoals François Achille Bazaine.

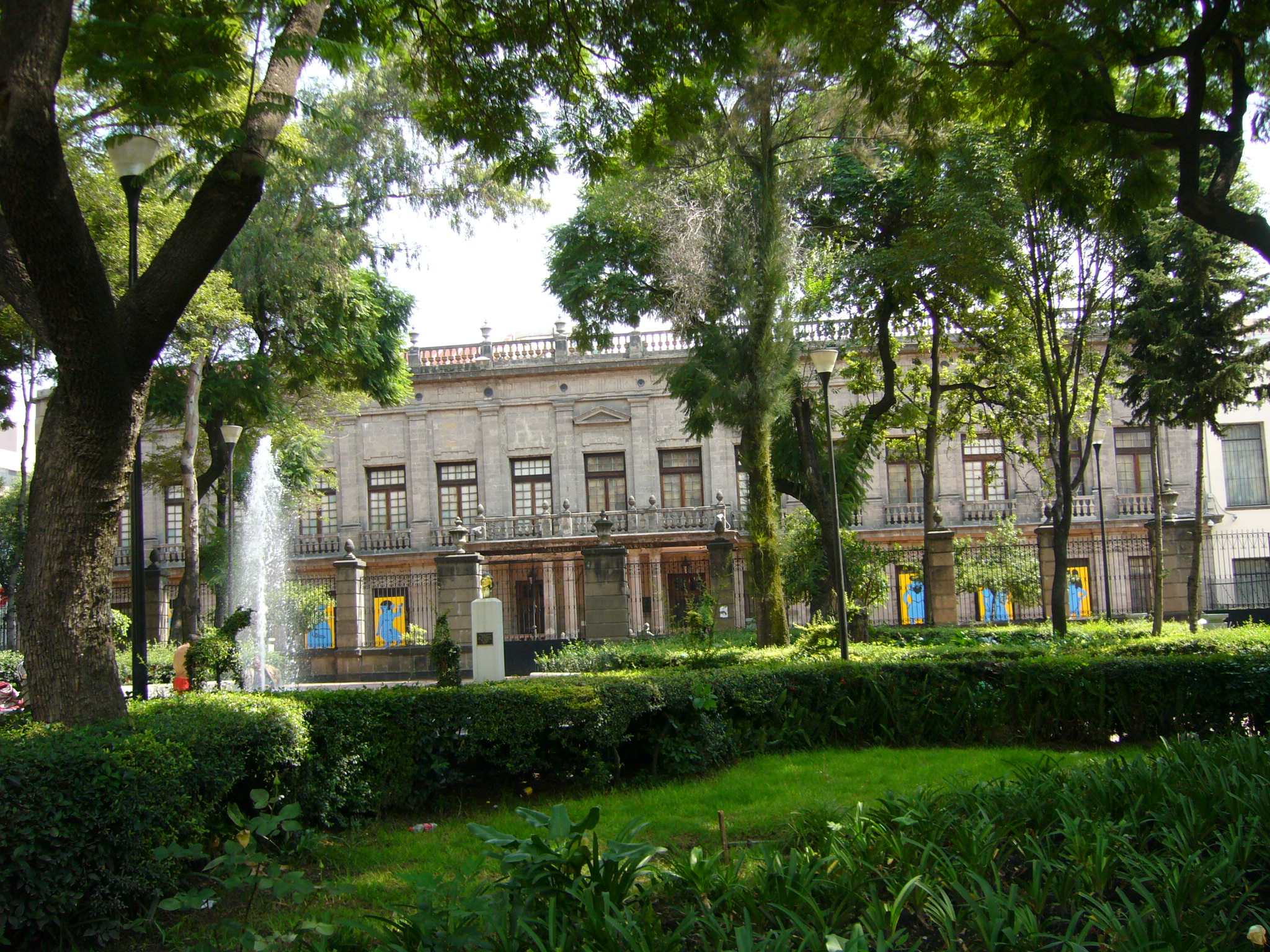
Het vroegere Paleis van de Graaf van Buenavista

## Collectie
De collectie van het MNSC heeft haar oorsprong in de kunstverzameling van de Academia de San Carlos, een in 1781 opgerichte kunstacademie. In de eerste periode had deze academie veel middeleeuwse kunstwerken verzameld die in het bezit waren geweest van kloosters en kerken in Mexico, zoals De zeven deugden van Pieter de Kempeneer. Later kwamen daar donaties bij van particuliere verzamelaars zoals Alberto J. Pani die een uitgebreide collectie Nederlandse schilderkunst uit de 17e eeuw aan het museum overdroeg.

## Galerie

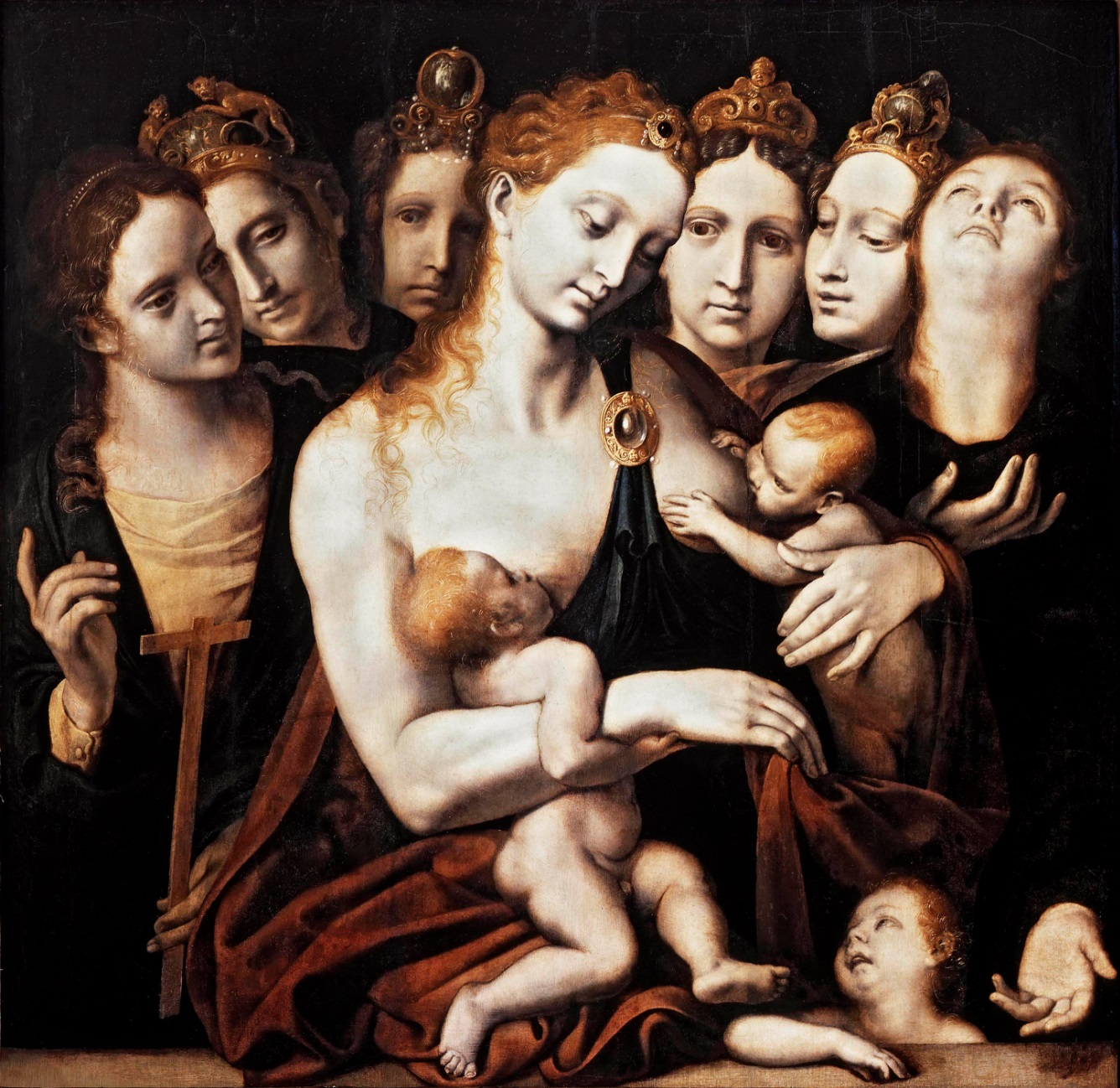
Pieter de Kempeneer, De Zeven Deugden

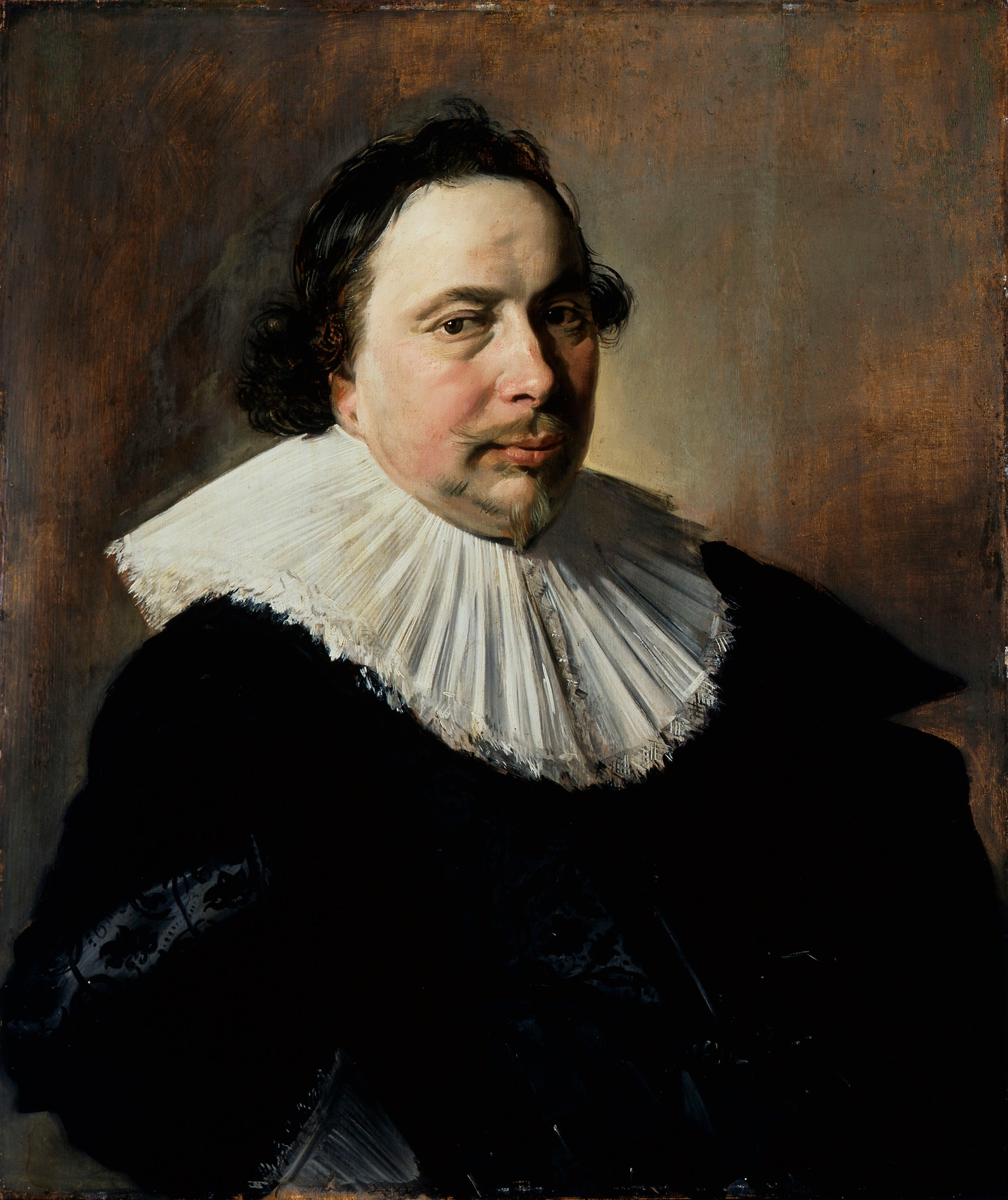
Frans Hals, Portret van een man met kraag